# Slovinsko na Zimních olympijských hrách 2022
Slovinsko na Zimních olympijských hrách 2022 reprezentovalo 44 sportovců (23 mužů a 21 žen) v 7 sportech. Alpská lyžařka Ilka Štuhecová a snowboardista Žan Košiř byli původně vybráni jako vlajkonoši při zahajovacím ceremoniálu, ale Košiř byl otestován pozitivně na covid-19, tudíž byl nahrazen jiným snowboardistou, Rokem Margučem.

## Medailisté
| Medaile | Jméno                                                 | Sport           | Disciplína                      | Datum     |
| ------- | ----------------------------------------------------- | --------------- | ------------------------------- | --------- |
| Zlato   | Urša Bogatajová                                       | Skoky na lyžích | Ženy střední můstek             | 5. února  |
| Zlato   | Nika Križnarová Timi Zajc Urša Bogatajová Peter Prevc | Skoky na lyžích | Smíšená družstva střední můstek | 7. února  |
| Stříbro | Tim Mastnak                                           | Snowboarding    | Muži paralelní obří slalom      | 8. února  |
| Stříbro | Žan Kranjec                                           | Alpské lyžování | Muži obří slalom                | 13. února |
| Stříbro | Lovro Kos Cene Prevc Timi Zajc Peter Prevc            | Skoky na lyžích | Muži velký můstek družstva      | 14. února |
| Bronz   | Nika Križnarová                                       | Skoky na lyžích | Ženy střední můstek             | 5. února  |
| Bronz   | Gloria Kotniková                                      | Snowboarding    | Ženy paralelní obří slalom      | 8. února  |

## Účastníci
Počet účastníků v jednotlivých disciplínách.
| Sport              | Muži | Ženy | Celkem |
| ------------------ | ---- | ---- | ------ |
| Alpské lyžování    | 5    | 7    | 12     |
| Biatlon            | 4    | 2    | 6      |
| Běh na lyžích      | 4    | 6    | 10     |
| Severská kombinace | 1    | 0    | 1      |
| Skoky na lyžích    | 5    | 4    | 9      |
| Snowboarding       | 4    | 2    | 6      |
| Celkem             | 23   | 21   | 44     |